# 아트 시어터 길드
아트 시어터 길드(Art Theater Guild, ATG)는 일본의 영화 제작사였다. 1961년부터 1980년대 중반까지 주로 일본 뉴웨이브 영화를 제작했다.

## 역사
1961년 11월 15일 설립. 초대 사장은 영화 체인 상와흥행의 경영자로 활동하고 있던 이제키 타네오. 일본 전역에 10개 극장 운영. 본점은 도쿄의 예술 영화관 신주쿠분카. 영화 평론가로 구성된 위원회가 상영작을 선정하였다. 관객 수와 상관없이 모든 영화를 최소 한달 동안 상영하는 것이 기본 원칙이었다.

## 상영작
- 1962년 4월 - 예쥐 카바레로비치의 <어머니 조안과 천사들>(1961)
- 1966년 6월 - 오슨 웰즈 <시민 케인> 일본 최초 공개
- 베리만
- 콕토
- 안토니오니
- 브뉘엘
- 펠리니
- 레네
- 카바레로비치
- 바이다
- 뭉크
- 고다르
- 트뤼포
- 블리어
- 존 카사베츠
- 토니 리차드슨
- 샤티아지트 레이
- 굴라우버 로샤

## 배급
- 신도 가네토
- 하니 스스무
- 구로키 카즈오
- 요시다 기쥬
- 오시마 나기사
- 짓소지 아키오
- 테시가와라

## 위원회 멤버
- 이이지마 타다시
- 이이다 신비
- 이자와 준
- 우에쿠사 지니치
- 시미즈 치요타
- 도가와 나오키
- 난부 게이노스케
- 후타바 주자부

## 참고 자료
- <자유에 대한 희망 - ATG와 일본 독립 영화>, 롤랑드 도메닉
- <내가 ATG에 대해 알고 있는 두 세가지 것들>, 요모타 이누히코